# Vino falerno
El vino falerno (en latín Falernum) era producido con uva Aglianico (y posiblemente también Greco) en las laderas del monte Falerno (hoy conocido como Monte Massico), en Campania, donde se convirtió en el vino más renombrado producido en la Antigua Roma, considerado un primer cru o vino de culto en su época, mencionado a menudo en la literatura romana, pero luego desaparecido. Los romanos reconocían tres viñedos (o denominaciones): el caucino, de los viñedos de las lomas más altas del monte Falerno; el faustiano, de las tierras de las laderas centrales, propiedad de Fausto Cornelio Sila, hijo del dictador romano Sila; y el de las laderas inferiores, que se llamaba simplemente falerno. La región está ocupada actualmente por los viñedos de Rocca di Mondragone y Monte Massico. 

## Características
El falerno fue un vino blanco dulce con un contenido alcohólico relativamente alto, posiblemente 30° (30% en vol.). Al describir el falerno faustiano, Plinio el Viejo aludía a esto cuando decía que «es el único vino que prende cuando se le aplica una llama». Era producido exclusivamente con uvas vendimiadas tarde, diciéndose que una breve helada mejoraba el sabor del vino resultante. Solía dejarse maderizar, envejeciendo unos 15 a 20 años en ánforas de barro antes de tomarlo. La oxidación le daba un color de ámbar a marrón oscuro. En el 37 a. C. Varrón escribió en su Res rusticae que el falerno subía de valor cuando maduraba y Plinio registró que el falerno de la afamada cosecha opimia del 121 a. C. fue servido en un banquete del año 60 a. C. en honor de Julio César con motivo de sus conquistas en Hispania. Había tres variedades notables: seco (latín: austerum), dulce (dulce) y ligero (tenue).

## Popularidad en la época romana
El médico y gourmet Galeno, escribiendo c. 180 d. C., dudaba de que todo el falerno a la venta en el Imperio Romano pudiera ser genuino, por lo que evidentemente seguía siendo muy popular en esa fecha. Fue uno de los primeros vinos en exportarse a Britania cuando aún era un asentamiento romano, pero por alguna razón debió ir perdiendo gradualmente popularidad en el imperio tardío, aunque seguía siendo uno de los siete vinos individuales (y el más caro) cuyo precio máximo para de compra para el ejército fue fijado por el emperador Diocleciano sobre el 300 d. C.
En las ruinas de la antigua Pompeya se encontró una lista de precios en la pared de un termopolio que establecía:

Por un as puedes beber vino
por dos puedes beber el mejor
y por cuatro puedes beber falerno.

El poeta romano Catulo elogió las virtudes del falerno en uno de sus poemas:

Ministro del añejo, chico, falerno:
sírveme a mí los cálices más amargos,
como la ley de Postumia manda, la maestra,
que una ebria baya más ebria.
Mas vosotras, adonde quiera de aquí salid, linfas
del vino perdición, y hacia los severos
migrad. Éste, mero es Tioniano.

Fue también el vino que Petronio hace en el Satiricón que sirva Trimalción en su banquete. Sarmento, el antiguo esclavo de Marco Favonio y uno de los catamitas de Augusto, fue objeto de la queja de Quinto Delio a Cleopatra sobre que a él y otros dignatarios Antonio les sirvió vino agrio en Grecia mientras el catamita de Augusto bebía falerno en Roma.